# Caldera volcanica Nari
La caldera volcánica de Nari es la caldera de la isla de Ulleungdo(Corea del Sur), y está justo debajo de Seonginbong. La caldera de Nari está provocada por la actividad volcánica pasada de Seonginbong. Hace miles de años, hubo una gran actividad volcánica en Seonginbong y después de eso, la parte inferior se hundió y se formó la caldera Nari. El Seonginbong es ahora un volcán extinto y en estos días, las personas viven en la cuenca y cultivan. Como la caldera de Nari es el lugar único para obtener la vista de la planicie Ulleungdo.

## El origen del nombre de la cuenca "Nari".
La gente vivía en la caldera desde la era de Usan-guk. Pero en la dinastía Joseon, el rey Taejong anunció una política a las personas que habían vivido allí para vaciar el Ulleungdo. Unos 450 años después, cuando el rey Gojong dominó a Joseon, la isla fue cultivada nuevamente. El nombre 'Nari' se llamaba así porque las personas que vivieron en la cuenca hace mucho tiempo prolongaron sus vidas desenterrando las raíces de la planta 'seommalnari (Lilium hansonii)'. Como la gente ha llamado a la cuenca en caracteres chinos: 羅 里 al reconocer la cuenca como "un hermoso pueblo como la seda", pero los "nari" todavía están creciendo mucho en el área de la cuenca. Alrededor de 500 personas (93 casas) vivían en el Nari-dong (pueblo) cuando se cultivó nuevamente a fines del siglo XIX.

## Información general
La caldera tiene un área de cobertura de 1.5-2.0 kilómetros cuadrados, aproximadamente 1.5 kilómetros de este a oeste y aproximadamente 2.0 kilómetros de sur a norte. La caldera de Nari es una caldera de cráter formada por el colapso de la parte norte de la caldera de Seonginbong (984m), dentro de la erupción de Albong (611m) y la lava de Albong se separó en dos cuencas de cráter. La parte noreste se llama aldea Nari y la parte suroeste se llama aldea Albong donde no viven personas. La caldera está rodeada por un Volcán somma, y Seonginbong es el pico más alto del somma y también el pico más alto de Ulleungdo.
Las casas Tumakjip en Nari están construidas con falsos abetos y  hayas chinas. La provincia de Gyeongbuk designó 4 casas Tumakjip en Nari para ser protegidas como bienes culturales.

## Atracciones turísticas
Atracciones turísticas famosas en la caldera del Nari: casas con techo de tejas, casas Tumakjip, Sillyeongsu saengtae-gil (carretera), Albong, tomillo Ulleungdo (Thymus quinquecostatus) Hábitat, Yongchulso, y Sinryeongsu.

나리분지 - Nari Basin 06

- Datos: Q65670147
- Multimedia: Nari Basin / Q65670147